# Equação de Cesàro
Em geometria, a equação de Cesàro de uma curva plana é uma equação relacionando a curvatura ({\displaystyle \kappa }) em um ponto da curva ao comprimento do arco do começo da curva ao dado ponto. Também pode ser dada como uma equação relacionando o raio de curvatura ({\displaystyle R}) ao comprimento do arco. (Estas são equivalentes, pois {\displaystyle R=1/\kappa }.) Duas curvas congruentes tem a mesma equação de Cesàro. As equações de Cesàro são denominadas em memória de Ernesto Cesàro.

## Exemplos
Algumas curvas tem uma representação particularmente simples por uma equação de Cesàro.
- Reta: {\displaystyle \kappa =0}.
- Círculo: {\displaystyle \kappa =1/\alpha }, onde {\displaystyle \alpha } é o raio.
- Espiral logarítmica: {\displaystyle \kappa =C/s}, onde {\displaystyle C} é uma constante.
- Evolvente: {\displaystyle \kappa =C/{\sqrt {s}}}, onde {\displaystyle C} é uma constante.
- Espiral de Cornu: {\displaystyle \kappa =Cs}, onde {\displaystyle C} é uma constante.
- Catenária: {\displaystyle \kappa ={\frac {a}{s^{2}+a^{2}}}}.